# Fontaine-Notre-Dame
|  | Per a altres significats, vegeu «Fontaine-Notre-Dame (Nord)». |

Fontaine-Notre-Dame és un municipi francès, del departament de l'Aisne, als Alts de França. Forma part de la Communauté d'agglomération de Saint-Quentin

## Administració
L'alcalde, des del 2001 és Gilbert Simeon.

## Demografia
- 1962: 452 habitants.
- 1975: 376 habitants.
- 1990: 424 habitants.
- 1999: 382 habitants.
- 2007: 391 habitants.
- 2008: 389 habitants.[1]

## Llocs i monuments
- L'església i el seu cementiri, al centre del poble.
- Notre Dame de Lourdes, a la sortida del poble en direcció a Fieulaine.
- L'ajuntament.
- L'escola comunal.
- L'estadi.